# Hit Parade (альбом Рошин Мёрфи)
| Совокупная оценка | Совокупная оценка |
| Источник          | Оценка            |
| ----------------- | ----------------- |
| AnyDecentMusic?   | 8.3/10            |
| Metacritic        | 87/100            |
| Оценки критиков   |                   |
| Источник          | Оценка            |
| AllMusic          | [ 3 ]             |
| Clash             | 9/10              |
| The Guardian      | [ 5 ]             |
| Mojo              | [ 6 ]             |
| NME               | [ 7 ]             |
| Pitchfork         | 8.2/10            |
| PopMatters        | 7/10              |
| Slant Magazine    | [ 10 ]            |
| Uncut             | 9/10              |

Hit Parade — студийный альбом ирландской певицы Рошин Мёрфи, выпущенный 8 сентября 2023 года на лейбле Ninja Tune. Продюсером альбома выступил немецкий музыкант DJ Koze.
Пластинка получила признание критиков, некоторые назвали её лучшей работой Мёрфи на данный момент и одной из лучших пластинок года. Альбом достиг пика в первой пятерке в Великобритании, что стало лучшим результатом для певицы в стране, дебютировал в первой десятке в Германии, а также в первой двадцатке в Бельгии, Ирландии и Швейцарии.
В 2024 году певица отправилась в турне по Европе и Северной Америке в поддержку альбома.

## Список композиций
1. «What Not to Do» (DJ Koze, Mad Professor, Рошин Мёрфи) — 5:02
2. «CooCool» (DJ Koze, Майк Джеймс Киркланд, Рошин Мёрфи) — 4:31
3. «The Universe» (Дикр Бергерг, DJ Koze, Рошин Мёрфи) — 4:05
4. «Hurtz So Bad» (DJ Koze, Рошин Мёрфи) — 4:37
5. «The House» (DJ Koze, Рошин Мёрфи) — 3:32
6. «Spacetime»	(DJ Koze, Рошин Мёрфи, Тайг Проперци) — 0:30
7. «Fader» (Лоуренс Гордон, Уэйн Калифф Гордон, DJ Koze, Рошин Мёрфи, Дерек Нивергельт) — 4:23
8. «Free Will» (DJ Koze, Рошин Мёрфи) — 6:22
9. «You Knew» (DJ Koze, Рошин Мёрфи) — 7:16
10. «Can’t Replicate» (DJ Koze, Mad Professor, Рошин Мёрфи) — 7:28
11. «Crazy Ants Reprise» (DJ Koze, Рошин Мёрфи) — 1:28
12. «Two Ways» (DJ Koze, Рошин Мёрфи) — 4:26
13. «Eureka» (DJ Koze, Рошин Мёрфи) — 4:43

Примечания
- «Spacetime» — это отдельный, несмешанный трек в цифровом издании, в то время как во всех физических изданиях он микшируется как вступление к «Fader». Делюкс-виниловая версия включает дополнительную песню «Milf Funk» (5:10) между «The Universe» и «Hurtz So Bad».
- «CooCool» содержит сэмпл песни «Together» Майка Джеймса Киркленда.
- «Fader» содержит сэмпл «Window Shopping» Sharon Jones & the Dap-Kings[англ.].
- «Can’t Replicate» содержит сэмпл из «Sæglópur» Sigur Rós.
- Физическая версия альбома, доступная в сети Rough Trade, включает бонусный диск с живым выступлением в Альберт-холле.

## Участники записи
- Рошин Мёрфи — вокал
- DJ Koze — продюсирование (всех треков), микширование (треков 1, 2, 4-11, 13)
- Deinklang — мастеринг
- Филипп Хоппен — микширование (3, 12)
- Тайг Проперци — гостевое участие (6)

## Чарты
| Чарт (2023)                                  | Высшая позиция |
| -------------------------------------------- | -------------- |
| Австралия (ARIA)                             | 95             |
| Австрия (Ö3 Austria)                         | 51             |
| Бельгия/Валлония (Ultratop)                  | 68             |
| Бельгия/Фландрия (Ultratop)                  | 16             |
| Великобритания (UK Albums Chart)             | 5              |
| Великобритания (UK Dance Albums Chart)       | 1              |
| Великобритания (UK Digital Albums Chart)     | 3              |
| Великобритания (UK Independent Albums Chart) | 1              |
| Германия (Offizielle Top 100)                | 6              |
| Ирландия (Irish Albums Chart)                | 11             |
| Ирландия (IRMA Independent Albums)           | 1              |
| Испания (PROMUSICAE)                         | 88             |
| Нидерланды (Album Top 100)                   | 54             |
| США (Billboard Top Album Sales)              | 40             |
| США (Billboard Top Dance/Electronic Albums)  | 13             |
| Швейцария (Schweizer Hitparade)              | 12             |
| Швейцария/Романдия (GfK)                     | 16             |
| Шотландия (Scottish Albums Chart)            | 4              |